# Autostrada A64 (Franța)
Autostrada A64 ('La Pyrénéenne sau E80 conform denumirii sale europene) este o autostradă cu taxă pe o parte a traseului său. Orientată est-vest, aceasta leagă Toulouse de Bayonne prin Tarbes și Pau. Lungimea sa este de aproximativ 289 km, având 2 × 2 benzi de la Bayonne până la stația de taxare de la Muret și 2 × 3 benzi de la stația de taxare de la Muret până la perifericul din Toulouse, incluzând o scurtă secțiune cu 2 × 4 benzi în apropierea acestuia. Aceasta dublează drumul departamental 817 (fosta șosea națională 117).
Este concesionată către ASF, cu excepția tronsonului dintre ieșirea 22 și ieșirea 35, care este administrat de DIR Sud-Ouest.
Radio VINCI Autoroutes (107.7 FM) funcționează pe sectorul ASF al autostrăzii A64.

## Curiozități
În 2004, toți cei 1 800 de platani situați între Muret și Martres-Tolosane au fost tăiați, DDE justificând această decizie printr-un risc pentru siguranță. Acest tronson al autostrăzii fusese construit peste șoseaua națională 125 (devenită ulterior 117), iar platanilor li se păstrase locul în timpul extinderii la 2 × 2 benzi.

## Traseu
| De la A63 până la ieșirea 4; tronson gratuit concesionat către ASF.                               | |                 |
| A63 E05 E70 E80                                                                                   | |                 |
| Intersecție                                                                                       | Nod rutier între A63 și A64: San Sebastián, Saint-Jean-de-Luz, Biarritz, Bayonne-Rive Gauche; Bordeaux, Mont-de-Marsan, Dax, Bayonne-Saint-Esprit. | A63 E05 E70 E80 |
| A64 E80                                                                                           | |                 |
| 1 - Saint-Pierre-d'Irube                                                                          | Orașe deservite: Bayonne-centru, Saint-Pierre-d'Irube, Mouguerre.                                                                                  |                 |
| 1.1 - Mouguerre-Bourg                                                                             | Orașe deservite: Villefranque, Mouguerre-Bourg. |                 |
| 2 - Mouguerre-Elizaberry                                                                          | Orașe deservite: Briscous-Les Salines, Mouguerre-Elizaberry.                                                                                       |                 |
| 3 - Briscous                                                                                      | Orașe deservite: Cambo-les-Bains, Hasparren, Briscous.                                                                                             |                 |
| 4 - Urt                                                                                           | Orașe deservite: Saint-Palais, Bidache, Urt. |                 |
| De la ieșirea 4 până la ieșirea 5; tronson cu taxă în sistem deschis, concesionat către ASF.      | |                 |
| 5 - Guiche                                                                                        | Oraș deservit: Guiche (nod rutier parțial). |                 |
| De la ieșirea 5 până la ieșirea 13; tronson cu taxă în sistem închis, concesionat către ASF.      | |                 |
|                                                                                                   | Pod peste Bidouze. |                 |
|                                                                                                   | Punctul de taxare Sames. |                 |
|                                                                                                   | Zonă de servicii: Hastingues (în ambele sensuri).                                                                                                  |                 |
|                                                                                                   | Trecerea din departamentul Pyrénées-Atlantiques în departamentul Landes.                                                                           |                 |
| 6 - Peyrehorade                                                                                   | Orașe deservite: Capbreton, Soorts-Hossegor, Saint-Vincent-de-Tyrosse, Bidache, Peyrehorade.                                                       | A641            |
|                                                                                                   | Trecerea din departamentul Landes în departamentul Pyrénées-Atlantiques.                                                                           |                 |
|                                                                                                   | Pod peste Gave d'Oloron. |                 |
|                                                                                                   | Trecerea din departamentul Pyrénées-Atlantiques în departamentul Landes.                                                                           |                 |
|                                                                                                   | Trecerea din departamentul Landes în departamentul Pyrénées-Atlantiques.                                                                           |                 |
| 7 - Salies                                                                                        | Orașe deservite: Pamplona, Oloron-Sainte-Marie, Saint-Jean-Pied-de-Port, Mauléon-Licharre, Salies-de-Béarn.                                        |                 |
|                                                                                                   | Pod peste Gave d'Oloron. |                 |
|                                                                                                   | Pod peste Gave d'Oloron. |                 |
|                                                                                                   | Pod peste Gave d'Oloron. |                 |
|                                                                                                   | Pod peste Gave d'Oloron. |                 |
|                                                                                                   | Zone de odihnă: Haut de Départ (sens Bayonne > Toulouse); Magret (sens Toulouse > Bayonne).                                                        |                 |
| 8 - Orthez                                                                                        | Orașe deservite: Dax, Mont-de-Marsan, Hagetmau, Orthez, Lacq.                                                                                      |                 |
|                                                                                                   | Pod peste Gave d'Oloron. |                 |
|                                                                                                   | Zonă de servicii: Lacq - Audéjos (în ambele sensuri).                                                                                              |                 |
| 9 - Artix                                                                                         | Orașe deservite: Mourenx, Lacq, Artix. |                 |
| Intersecție                                                                                       | Nod rutier între A65 și A64: Bordeaux, Agen, Mont-de-Marsan.                                                                                       | A65 E07         |
| 9.1 - Lescar                                                                                      | Orașe deservite: Zaragoza, Pau-vest, Lescar, Aeroportul Pau Pyrénées.                                                                              |                 |
| 10 - Pau centre                                                                                   | Oraș deservit: Pau-centru. | RN1134          |
|                                                                                                   | Zonă de odihnă: Serres-Morlaàs (în ambele sensuri).                                                                                                |                 |
| 11 - Soumoulou                                                                                    | Orașe deservite: Lourdes, Pau-est, Pontacq, Soumoulou.                                                                                             | RD817           |
|                                                                                                   | Trecerea din departamentul Pyrénées-Atlantiques în departamentul Hautes-Pyrénées. Trecerea din regiunea Nouvelle-Aquitaine în regiunea Occitanie.  |                 |
|                                                                                                   | Trecerea din departamentul Hautes-Pyrénées în departamentul Pyrénées-Atlantiques. Trecerea din regiunea Occitanie în regiunea Nouvelle-Aquitaine.  |                 |
|                                                                                                   | Zonă de servicii: Les Pyrénées (în ambele sensuri).                                                                                                |                 |
|                                                                                                   | Trecerea din departamentul Pyrénées-Atlantiques în departamentul Hautes-Pyrénées. Trecerea din regiunea Nouvelle-Aquitaine în regiunea Occitanie.  |                 |
| 12 - Tarbes ouest                                                                                 | Orașe deservite: Lourdes, Tarbes-centru, Bagnères-de-Bigorre, Vic-en-Bigorre, Tarbes-vest, Aeroportul Tarbes–Lourdes–Pyrénées.                     | RN21            |
| 13 - Tarbes est                                                                                   | Orașe deservite: Auch, Pau, Lourdes, Tarbes-centru, Trie-sur-Baïse, Rabastens-de-Bigorre, Tarbes-est.                                              | RD817           |
| De la ieșirea 13 până la ieșirea 15; tronson gratuit (cu bilet de taxare), concesionat către ASF. | |                 |
|                                                                                                   | Viaductul Arrêt Darré. |                 |
|                                                                                                   | Zonă de odihnă: Bordes (în ambele sensuri). |                 |
| 14 - Tournay                                                                                      | Orașe deservite: Bagnères-de-Bigorre, Tournay. | RD20            |
|                                                                                                   | Limitare la 130 km/h. |                 |
| 15 - Capvern                                                                                      | Oraș deservit: Capvern. | RD817           |
| De la ieșirea 15 până la ieșirea 19; tronson cu taxă în sistem închis, concesionat către ASF.     | |                 |
|                                                                                                   | Zone de odihnă: Les Bandouliers (sens Bayonne > Toulouse); Le Lac Saint-Martin (sens Toulouse > Bayonne).                                          |                 |
| 16 - Lannemezan                                                                                   | Orașe deservite: Auch, Arreau, Lannemezan. | RD817           |
|                                                                                                   | Zonă de odihnă: Le Pic du Midi (în ambele sensuri).                                                                                                |                 |
|                                                                                                   | Trecerea din departamentul Hautes-Pyrénées în departamentul Haute-Garonne.                                                                         |                 |
| 17 - Montréjeau                                                                                   | Orașe deservite: Lérida, Bagnères-de-Luchon, Montréjeau, Saint-Bertrand-de-Comminges, Valcabrère.                                                  | A645            |
|                                                                                                   | Zonă de servicii: Le Comminges (în ambele sensuri).                                                                                                |                 |
| 18 - Saint-Gaudens                                                                                | Orașe deservite: Boulogne-sur-Gesse, Aspet, Saint-Gaudens.                                                                                         | RD817           |
|                                                                                                   | Punctul de taxare Lestelle. |                 |
| 19 - Saint-Gaudens                                                                                | Orașe deservite: Saint-Gaudens, Lestelle-de-Saint-Martory.                                                                                         | RD817           |
| De la ieșirea 19 până la ieșirea 20; tronson cu taxă în sistem deschis, concesionat către ASF.    | |                 |
|                                                                                                   | Pod peste Garonne. |                 |
| 20 - Saint-Martory                                                                                | Orașe deservite: Foix, Saint-Girons, Salies-du-Salat, Saint-Martory.                                                                               |                 |
| De la ieșirea 20 până la ieșirea 22; tronson gratuit, concesionat către ASF.                      | |                 |
|                                                                                                   | Limitare la 130 km/h (în ambele sensuri). |                 |
| 21 - Boussens                                                                                     | Orașe deservite: Tarbes, Lourdes, Saint-Gaudens, Aurignac, Boussens.                                                                               | RD817           |
| 22 - Martres-Tolosane                                                                             | Oraș deservit: Martres-Tolosane. | RD817           |
| De la sortie 22 à la sortie 35 ; section gratuite non concédée gérée par la DIR Sud-Ouest.        | |                 |
| 23 - Cazères                                                                                      | Orașe deservite: Mondavezan, Le Fousseret, Cazères.                                                                                                |                 |
| 24 - Lavelanet-de-Comminges                                                                       | Oraș deservit: Lavelanet-de-Comminges. |                 |
| 25 - Saint-Élix-le-Château                                                                        | Orașe deservite: Saint-Élix-le-Château, Saint-Julien-sur-Garonne, Rieux-Volvestre, Montesquieu-Volvestre.                                          |                 |
| 26 - Laffite-Vigordane                                                                            | Orașe deservite: L'Isle-en-Dodon, Peyssies, Salles-sur-Garonne, Lafitte-Vigordane, Carbonne.                                                       |                 |
| 27 - Carbonne                                                                                     | Orașe deservite: Rieumes, Bérat, Montesquieu-Volvestre, Rieux-Volvestre, Carbonne, Marquefave.                                                     |                 |
|                                                                                                   | Zone de servicii: La Garonne (sens Bayonne > Toulouse); Le Volvestre (sens Toulouse > Bayonne).                                                    |                 |
| 28 - Capens                                                                                       | Orașe deservite: Saint-Sulpice-sur-Lèze, Longages, Noé, Marquefave, Auterive, Capens.                                                              |                 |
| 29 - Noé                                                                                          | Oraș deservit: Noé (nod rutier parțial). |                 |
| 30 - Longages                                                                                     | Orașe deservite: Bérat, Longages (nod rutier parțial).                                                                                             |                 |
| 31 - Mauzac                                                                                       | Orașe deservite: Saint-Hilaire, Lavernose-Lacasse, Le Fauga, Mauzac.                                                                               |                 |
| 32 - Le Fauga                                                                                     | Orașe deservite: Saint-Hilaire, Lavernose-Lacasse, Le Fauga (nod rutier parțial).                                                                  |                 |
| 33 - Muret sud                                                                                    | Orașe deservite: Labarthe-sur-Lèze, Muret-Z.I. sud.                                                                                                |                 |
| 34 - Muret ouest                                                                                  | Orașe deservite: Saint-Clar-de-Rivière, Lamasquère, Labastidette, Lherm, Rieumes.                                                                  |                 |
| 35 - Muret nord                                                                                   | Orașe deservite: Toulouse, Saint-Lys, Villeneuve-Tolosane, Roques, Seysses, Muret-centru.                                                          | RD817           |
| De la ieșirea 35 până la ieșirea 36; tronson cu taxă în sistem deschis, concesionat către ASF.    | |                 |
|                                                                                                   | Punctul de taxare Muret. |                 |
| 36 - Roques                                                                                       | Orașe deservite: Tarbes, Lourdes, Foix, Muret, Roques, Auterive, Labarthe-sur-Lèze (nod rutier parțial).                                           | RD864           |
| De la ieșirea 36 până la A620; tronson gratuit, concesionat către ASF.                            | |                 |
| 37 - Francazal                                                                                    | Orașe deservite: Portet-sur-Garonne, Cugnaux, Villeneuve-Tolosane, Toulouse-Saint-Simon.                                                           | M63             |
| 38 - Le Chapitre                                                                                  | Orașe deservite: Tournefeuille, Toulouse-Toulouse, Toulouse-Saint-Simon, Toulouse-La Croix-de-Pierre.                                              | M120A           |
| Intersecție                                                                                       | Nod rutier între A620 și A64: Montpellier, Albi, Toulouse-centru; Paris, Bordeaux, Auch, Aeroportul Toulouse–Blagnac.                              | A620 E72 E80    |
| A64 E80                                                                                           | |                 |